# Eurytenes jucundicola
Eurytenes jucundicola är en stekelart som först beskrevs av Fischer 1984.  Eurytenes jucundicola ingår i släktet Eurytenes och familjen bracksteklar. Inga underarter finns listade i Catalogue of Life.